# Формула 1 — сезона 1986
37. сезона Формуле 1 је одржана 1986. године од 23. марта до 26. октобра. Вожено је 16 трка. Сезона се завршила битком за бодове на ВН Аустралије, задњој трци сезоне, између двојца из Вилијамса Нелсона Пикеа и Најџела Менсела, те Алена Проста из Макларена. Наслове су освојили Прост и Вилијамс.